# 412 Elisabetha
A 412 Elisabetha (ideiglenes jelöléssel 1896 CK) a Naprendszer kisbolygóövében található aszteroida. Maximilian Franz Joseph Cornelius Wolf fedezte fel 1896. január 7-én.